# Marquesado de Oria
El marquesado de Oria es un título nobiliario español creado el 2 de abril de 1878 por el rey Alfonso XIII a favor de José María de Loma y Argüelles, teniente general, por su gran desempeño en las guerras carlistas.
Su denominación es debido al río Oria donde se produjeron algunos de los hechos de armas más significativos protagonizados por el teniente general José María de Loma.

## Marqueses de Oria
|                          | Titular                                 | Periodo                  |
| Creación por Alfonso XII | Creación por Alfonso XII                | Creación por Alfonso XII |
| ------------------------ | --------------------------------------- | ------------------------ |
| i                        | José María de Loma y Argüelles          | 1878-1893                |
| ii                       | Antonio de Loma y Bárcena               | 1893-1913                |
| iii                      | José Manuel de Loma y Arce              | 1913-1947                |
| iv                       | José Manuel de Loma y González-Gallarza | 1952-1994                |
| v                        | Juan Manuel de Loma y Robert            | 1995-actualidad          |

## Historia de los Marqueses de Oria
- José María de Loma y Argüelles (26 de noviembre de 1820-1895), i marqués de Oria, hijo de Manuel de Loma López del Castillo y de su esposa Gregoria de Argüelles Fernández de las Corradas.

Casó con María del Carmen Bárcena. Le sucedió en 1893, su hijo:
- Antonio de Loma y Bárcena, ii marqués de Oria.

Casó con Carmen Arce Guajardo. Le sucedió el 7 de abril de 1913, su hijo:
- José Manuel de Loma y Arce (?-17 de julio de 1947), iii marqués de Oria.

Casó con María Teresa González y Gallarza. Le sucedió el 20 de junio de 1952, su hijo:
- José Manuel de Loma y González-Gallarza (?-26 de septiembre de 1994), iv marqués de Oria.

Casó con María José Robert Martí. Le sucedió el 20 de junio de 1995, su hijo
- Juan Manuel de Loma y Robert (?-26 de septiembre de 1994), v marqués de Oria.

Casó con Belén de la Vega. Le sucederá su hijo Juan Loma de la Vega